# Armand Forcherio
Armand Forcherio (Mónaco, 1 de março de 1941) é um ex-futebolista e treinador de futebol monegasco. Atuava como zagueiro.

## Carreira
Entre 1961 e 1972, Forcherio atuou em uma única equipe: o AS Monaco, onde realizou 248 jogos (300 no total, incluindo todas as competições), com apenas 2 gols marcados. Encerrou a carreira relativamente jovem, aos 31 anos.
Como treinador, comandou o Arles-Avignon entre 1972 e 1974, e voltaria ao Monaco em 1976. É, até hoje, o único treinador monegasco a treinar a principal equipe de futebol do principado. Seguiu no ASM até 2008, como diretor das categorias de base.